# Miklós László (politikus, 1949)
Miklós László (Tornalja, 1949. január 24.) ökológus, egyetemi professzor, politikus.

## Élete
Szülővárosában végezte általános és középiskolai tanulmányait, 1968-ban érettségizett a magyar gimnáziumban. 1973-ban a pozsonyi Comenius Egyetemen végzett természeti és regionális földrajz szakon, majd 1975-ben a doktori címet Pozsonyban, a földrajztudomány kandidátusa fokozatot Brünnben, a környezettudomány doktora fokozatot 1994-ben Pozsonyban szerezte meg. 1973–1990 között a Szlovák Tudományos Akadémia Kísérleti Biológiai és Ökológiai Intézetének tudományos munkatársa.
1989-ben a Harmadik Évezred Irány ökológiai párt egyik alapítója. 1990–1992 között szlovákiai környezetvédelmi miniszterhelyettes. 1992–1994 között az SZTA Regionális Ökológiai Intézetének osztályvezetője, 1995-től a Regionális Ökológiai Szintézisek Osztályának vezetője. 1993-tól a Zólyomi Műszaki Egyetem Ökológiai és Környezetvédelmi Karának docense, 1997-től professzora. 1994–1995-ben a dániai Roskildei Egyetem, 1995–1996-ban a bécsi Technische Universität für Bodenkultur vendégprofesszora. 1995-től a Zólyomi Műszaki Egyetem selmecbányai környezetvédelmi UNESCO-tanszékének vezetője. 2022-ben a Magyar Tudományos Akadémia külső tagjává választották. 1998–2006 között szlovák környezetvédelmi miniszter, 2006–2010 között a Magyar Koalíció Pártja parlamenti képviselője volt.
Kutatási területe a regionális és a tájökológia, a térségek ökológiai tervezése (LANDEP), az ökopolitika, az ökológiai stabilitás rendszerei, a georendszerek térségbeli összefüggései, a prioritási folyamatok rendszerezése és a környezetvédelmi szempontok érvényesítése. Az 1992-es, Rio de Janeiró-i Csúcstalálkozó (Summit) által is ajánlott LANDEP módszertanának egyik kidolgozója. 1968–1982 között az Ifjú Szívek Táncegyüttes táncosa és segédkoreográfusa volt.

## Elismerései
- SzTA plakettje

## Főbb művei
Közel 20 könyv szerzője vagy társszerzője.
- 2002 Atlas krajiny Slovenskej republiky (társszerző)
- 2006 Szlovákia reprezentatív geo-ökoszisztémáinak Atlasza (társszerző)